# Leptura kubani
Leptura kubani är en skalbaggsart som beskrevs av Holzschuh 2006. Leptura kubani ingår i släktet Leptura och familjen långhorningar.
Artens utbredningsområde är Tibet. Inga underarter finns listade i Catalogue of Life.